# Livlina

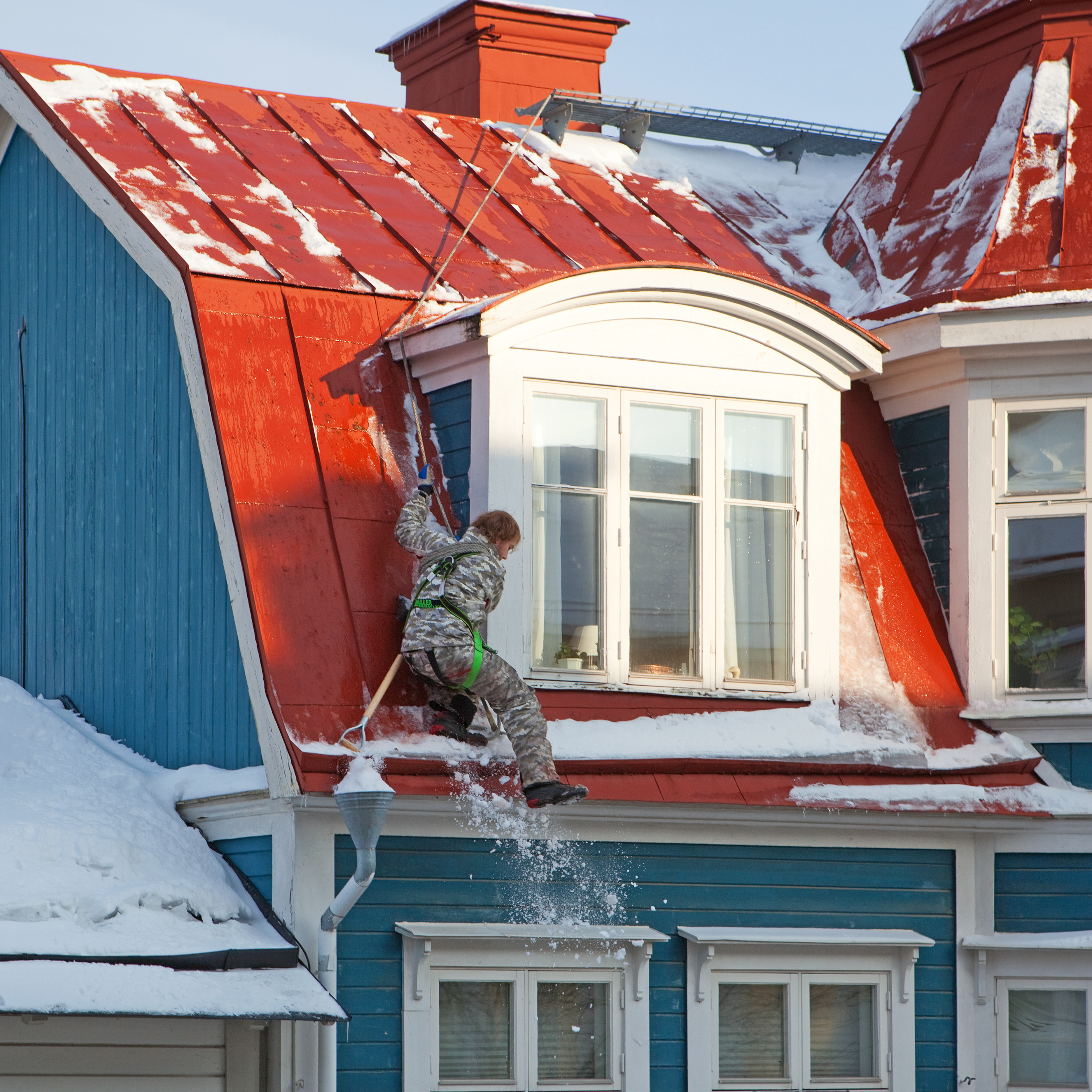
Snöröjare med säkerhetslina.

Livlina eller säkerhetslina är ett rep, band eller vajer som används i livräddande syften. Det kan antingen vara en lina som man ständigt har inknuten i en kroppssele, exempelvis för att förhindra fall, eller en lina som används vid en nödsituation och där ena änden kastas till den nödställde.

## Livlinor inom arbetslivet
Byggnadsarbetare eller andra personer som arbetar på hög höjd använder ofta en livlina för att förhindra ett fall om man skulle råka halka eller snubbla. Dessa typer av livlinor kan vara av enklare typ i huvudsak som stöd eller mer avancerade med falldämparutrustning.

## Livlinor inom vattenrelaterade aktiviteter
Vid vattenrelaterade aktiviteter som exempelvis segling och långfärdsskridskoåkning finns livlinor som kan kastas till personer som hamnar i vattnet för att kunna hjälpa personen upp ur vattnet. En sådan lina kallas också kastlina. En vanlig lina av denna typ som används i Sverige är utvecklad av Trygg-Hansa och kallas vardagligt för "Hansalinan".

## Bildlig användning
"Livlina" kan även användas bildligt för saker eller människor som kan rädda någon i nöd, en form av uppbackning i svåra lägen. Ett sådant exempel är frågesportprogrammet Vem vill bli miljonär? där tävlingsdeltagare har tre "livlinor" med vilka de har större möjlighet att hålla sig kvar i tävlingen när de känner sig osäkra på frågor och riskerar bli utslagna ur tävlingen. Att "fråga publiken" är exempel på en livlina.